# مرتب‌سازی پرچم آمریکا
مرتب‌سازی پرچم آمریکا نوع دیگر الگوریتم مؤثر و درجا از مرتب‌سازی پایه‌ای است که آیتم‌ها را درون صدها سطل توزیع می‌کند. از الگوریتم‌های مرتب‌سازی غیرمقایسه‌ای مانند مرتب‌سازی پایه‌ای و مرتب‌سازی پرچم آمریکا معمولاً برای مرتب کردن اشیای بزرگ مانند رشته‌ها استفاده می‌شود که در آن‌ها مقایسه عمل واحد زمان نیست. مرتب‌سازی پرچم آمریکا میان بیت‌های شی تکرار شده که برای هر شی در هر زمان چندین بیت را در نظر می‌گیرد. مرتب‌سازی پرچم آمریکا برای هر مجموعه از بیت‌ها دو بار آرایهٔ اشیا را مرور می‌کند: اول برای شمارش تعداد اشیایی که در هر سطل قرار می‌گیرد، و دوم برای قرار دادن شی در سطل خودش. این روش مخصوصاً زمانی مؤثر واقع می‌شود که با استفاده از ۲۵۶ سطل یک بایت در یک زمان مرتب شود. این روش با برخی بهینه‌سازی‌ها برای مجموعه‌های بزرگی از رشته‌ها دو برابر سریع‌تر از مرتب‌سازی سریع است.
نام این روش از قیاس با مسئله پرچم ملی هلند در گام آخر می‌آید: افراز مؤثر آرایه به تعداد زیادی «راه راه».

## الگوریتم
به طور کلی الگوریتم‌های مرتب‌سازی لیستی از اشیا را با توجه به طرح مرتب‌سازی، مرتب می‌کنند. در مقابل الگوریتم‌های مرتب‌سازی بر اساس مقایسه، مانند مرتب‌سازی سریع، مرتب‌سازی پرچم آمریکا تنها قادر به مرتب‌سازی اعداد صحیح است (یا اشیایی که بتوان آن‌ها را به منزلهٔ اعداد صحیح تفسیر کرد). الگوریتم‌های مرتب‌سازی درجا، ازجمله مرتب‌سازی پرچم آمریکا، بدون تخصیص مقادیر قابل توجهی حافظه که فراتر از مقدار استفاده شده توسط آرایهٔ اصلی باشد، اجرا می‌شوند. این موضوع مزیت مهمی در صرفه‌جویی در حافظه و زمان کپی کردن آرایه است.
مرتب‌سازی پرچم آمریکا با تقسیم پیاپی لیستی از اشیا به سطل‌ها بر اساس اولین رقم نمایش پایه N آن‌هاست (پایه‌ای که استفاده می‌شود به عنوان مبنا ذکر می‌شود). اگر N برابر ۲ باشد، می‌توان هر شی را با استفاده از الگوریتم پرچم ملی هلند در سطل درست قرار داد. وقتی N بزرگتر باشد، اشیا نمی‌توانند بلافاصله در جایگاه قرار گیرند، زیرا مشخص نیست که هر سطل کجا شروع و به کجا ختم می‌شود. مرتب‌سازی پرچم آمریکا با دو بار مرور کردن آرایه این مشکل را حل می‌کند. بار اول تعداد اشیایی را که در هر یک از N سطل قرار می‌گیرند شمرده و سپس با مجموع مقدار سطل‌های قبلی، ابتدا و انتهای هر سطل در آرایه اصلی محاسبه می‌شود. در مرحله دوم هر شی به مکان درستش جابه‌جا می‌شود.
این روش زمانی بهترین عملکرد را دارد که مبنای آن توانی از دو باشد. زیرا می‌توان برای محاسبه مقدار هر رقم به جای عملگر هزینه‌بر به توان رساندن از عملگرهای شیفت بیت استفاده کرد. معمولاً هنگام مرتب‌سازی رشته‌ها با کدگذاری‌های ۷ یا ۸ بیتی مانند اسکی از مبنای ۲۵۶ یا ۱۲۸ استفاده می‌شود که سبب مرتب‌سازی کاراکتر به کاراکتر می‌شود.

## شبه‌کد
```
  
american_flag_sort
(
Array,
 
Radix
)

    
for
 
each
 
digit
 
D:

      
# first pass: compute counts

      
Counts
 
<-
 
zeros
(
Radix
)

      
for
 
object
 
X
 
in
 
Array:

        
Counts
[
digit
 
D
 
of
 
object
 
X
 
in
 
base
 
Radix
]
 
+
=
 
1

      
# compute bucket offsets

      
Offsets
 
<-
 
[
 
sum
(
Counts
[
0
..i
])
 
for
 
i
 
in
 
1
..Radix
]

      
# swap objects into place

      
for
 
object
 
X
 
in
 
Array:

        
swap
 
X
 
to
 
the
 
bucket
 
starting
 
at
 
Offsets
[
digit
 
D
 
of
 
X
 
in
 
base
 
Radix
]

      
for
 
each
 
Bucket:

        
american_flag_sort
(
Bucket,
 
Radix
)

```

## پیاده‌سازی نمونه در پایتون
مثال زیر که به زبان برنامه‌نویسی پایتون نوشته شده است مرتب‌سازی پرچم آمریکا را برای هر مبنایی از دو یا بزرگتر از آن انجام می‌دهد. در این‌جا بیان ساده به برنامه‌نویسی هوشمندانه ارجحیت داده شده است و بنابراین به جای تکنیک‌های شیفت بیت از تابع لگاریتم استفاده شده است.
```
  
def
 
get_radix_val
(
x
,
 
digit
,
 
radix
):

      
return
 
int
(
floor
(
x
 
/
 
radix
**
digit
))
 
%
 
radix

  
def
 
compute_offsets
(
a_list
,
 
start
,
 
end
,
 
digit
,
 
radix
):

      
counts
 
=
 
[
0
 
for
 
_
 
in
 
range
(
radix
)]

      
for
 
i
 
in
 
range
(
start
,
 
end
):

          
val
 
=
 
get_radix_val
(
a_list
[
i
],
 
digit
,
 
radix
)

          
counts
[
val
]
 
+=
 
1

      
offsets
 
=
 
[
0
 
for
 
_
 
in
 
range
(
radix
)]

      
sum
 
=
 
0

      
for
 
i
 
in
 
range
(
radix
):

          
offsets
[
i
]
 
=
 
sum

          
sum
 
+=
 
counts
[
i
]

      
return
 
offsets

  
def
 
swap
(
a_list
,
 
offsets
,
 
start
,
 
end
,
 
digit
,
 
radix
):

      
i
 
=
 
start

      
next_free
 
=
 
copy
(
offsets
)

      
cur_block
 
=
 
0

      
while
 
cur_block
 
<
radix
-
1
:

          
if
 
i
>=
 
start
 
+
 
offsets
[
cur_block
+
1
]:

              
cur_block
 
+=
 
1

              
continue

          
radix_val
 
=
 
get_radix_val
(
a_list
[
i
],
 
digit
,
 
radix
)

          
if
 
radix_val
 
==
 
cur_block
:

              
i
 
+=
 
1

              
continue

          
swap_to
 
=
 
next_free
[
radix_val
]

          
a_list
[
i
],
 
a_list
[
swap_to
]
 
=
 
a_list
[
swap_to
],
 
a_list
[
i
]

          
next_free
[
radix_val
]
 
+=
 
1

  
def
 
american_flag_sort_helper
(
a_list
,
 
start
,
 
end
,
 
digit
,
 
radix
):

      
offsets
 
=
 
compute_offsets
(
a_list
,
 
start
,
 
end
,
 
digit
,
 
radix
)

      
swap
(
a_list
,
 
offsets
,
 
start
,
 
end
,
 
digit
,
 
radix
)

      
if
 
digit
 
==
 
0
:

          
return

      
for
 
i
 
in
 
range
(
len
(
offsets
)
-
1
):

          
american_flag_sort_helper
(
a_list
,
 
offsets
[
i
],
 
offsets
[
i
+
1
],
 
digit
-
1
,
 
radix
)

  
def
 
american_flag_sort
(
a_list
,
 
radix
):

      
for
 
x
 
in
 
a_list
:

          
assert
(
type
(
x
)
 
==
 
int
)

      
max_val
 
=
 
max
(
a_list
)

      
max_digit
 
=
 
int
(
floor
(
log
(
max_val
,
 
radix
)))

      
american_flag_sort_helper
(
a_list
,
 
0
,
 
len
(
a_list
),
 
max_digit
,
 
radix
)

```